# Grad Milje
Grad Milje (italijansko Castello di Muggia) je lepo obnovljen, prej zapuščen propadajoč grad  v Miljah (Muggia) iz visokega srednjega veka, ki ga je leta 1374 dal postaviti oglejski patriarh Markvard Randeški. Grad se nahaja ob osrednjem delu mesta nad pristaniščem. Je v zasebni lasti kiparja in lepo vzdrževan; v njem lastnik organizira kulturne prireditve.

## Zgodovina
Območje Milj je bilo od leta 931 v fevdu Oglejskega patriarha. Pod vplivom trgovinskih interesov je v 14. stoletju prišlo do teženj, da se mestne oblasti podredijo in vključijo pod oblast Beneške republike. Leta 1372 se je mesto oziroma probeneška frakcija mestne oblasti, ki jo je vodil Raffaele di Ser Steno, uprla nadoblasti patriarha. Patriarh Markvard Randeški je v Milje poslal svojega ministeriala Federika di Savorgnana, ki je mesto zasedel in 1375 začel graditi grad oziroma trdnjavo. Mesto je imelo dolgo tradicijo odpora do nadoblasti patriarha kot tudi podrejanja Trstu in avstrijskim vojvodam. Patriarh je grad zgradil do leta 1399. Ko se je kasneje mesto spet uprlo, so na prošnjo patriarha Antonia Da Ponte leta 1413 čete madžarskega kralja Sigismunda kraj zavzele in povzročile veliko opustošenje. Leta 1511 je tržaški kapitan skupaj s Frankopani, ki so poveljevali četam nadvojvode Maksimilijana I., neuspešno poskušal zavzeti Milje. 
Skozi stoletja je bil grad večkrat prezidan. Prvotno je bil grad opremljen z dvema stolpoma, obod zunanjega zidu pa je ostal. Leta 1701 se je na pobudo grofa Giovannija Polceniga začela prva obnova, ki pa je bila dokončana šele leta 1735 na pobudo vlade Beneške republike, pod katero vplivno območje so tedaj spadale Milje. Grad je vršil obrambno funkcijo do 18. stoletja, ko je bil prepuščen propadanju vse do leta 1900, ko ga je kupil dr. Giacomo Derossi, ki je notranji del gradu razširil v zasebno hišo. Leta 1991 je grad kupil domačin kipar Villi Bossi z ženo Gabrielle, ki sta grad strokovno obnovila. Grad ima danes očarljiv notranji vrt, v katerem se odvijajo kulturne prireditve, je pa tudi obogaten s številnimi skulpturami samega Bossija, ki so na stalni razstavi.

## Galerija slik
- Notranjost gradu Milje
- Zunanjost gradu Milje
- Grajski vrt gradu Milje